# Pharamond
Pharamond (cca 370–430) je považován za prvního krále sálských Franků, ačkoliv je možné, že byl pouze legendární postavou. Byl snad synem, nebo zetěm Marcomera. Současný historik Prosper Tira o Pharamondovi napsal: Jeho vládnutí bylo popsáno Martinem Bouqetem až mnohem později. V roce 420 údajně vedl svůj lid přes Rýn na západ. Tímto se měl oddělit od ripuárských Franků, kteří se usadili poblíž Kolína nad Rýnem. Pharamond byl následován svým synem Clodiem, kterého měl s ženou jménem Argotta. Pharamond se objevuje jako král Francie v pozdějších arthuriánských legendách.